# Wijken en buurten in Sluis
De Nederlandse gemeente Sluis is voor statistische doeleinden onderverdeeld in wijken en buurten. De gemeente is verdeeld in de volgende statistische wijken:
- Wijk 00 Sluis (CBS-wijkcode:171400)
- Wijk 01 Retranchement (CBS-wijkcode:171401)
- Wijk 02 Aardenburg (CBS-wijkcode:171402)
- Wijk 03 Eede (CBS-wijkcode:171403)
- Wijk 04 Sint Kruis (CBS-wijkcode:171404)
- Wijk 05 Oostburg (CBS-wijkcode:171405)
- Wijk 06 Zuidzande (CBS-wijkcode:171406)
- Wijk 07 Cadzand (CBS-wijkcode:171407)
- Wijk 08 Nieuwvliet (CBS-wijkcode:171408)
- Wijk 09 Groede (CBS-wijkcode:171409)
- Wijk 10 Breskens (CBS-wijkcode:171410)
- Wijk 11 Hoofdplaat (CBS-wijkcode:171411)
- Wijk 12 IJzendijke (CBS-wijkcode:171412)
- Wijk 13 Schoondijke (CBS-wijkcode:171413)
- Wijk 14 Waterlandkerkje (CBS-wijkcode:171414)

Een statistische wijk kan bestaan uit meerdere buurten. Onderstaande tabel geeft de buurtindeling met kentallen volgens het Centraal Bureau voor de Statistiek (2008):
| CBS-buurtcode | Buurtnaam                                  | Inwonertal | Opp. totaal (ha) | Opp. land (ha) | Ligging                |
| ------------- | ------------------------------------------ | ---------- | ---------------- | -------------- | ---------------------- |
| BU17140000    | Sluis                                      | 1900       | 66               | 64             | Locatie in de gemeente |
| BU17140001    | Sint Anna ter Muiden                       | 50         | 34               | 34             | Locatie in de gemeente |
| BU17140009    | Verspreide huizen Sluis                    | 390        | 2242             | 2208           | Locatie in de gemeente |
| BU17140100    | Retranchement                              | 220        | 19               | 19             | Locatie in de gemeente |
| BU17140109    | Verspreide huizen Retranchement            | 180        | 1011             | 997            | Locatie in de gemeente |
| BU17140200    | Aardenburg                                 | 2090       | 97               | 97             | Locatie in de gemeente |
| BU17140209    | Verspreide huizen Aardenburg               | 470        | 3084             | 3060           | Locatie in de gemeente |
| BU17140300    | Eede                                       | 510        | 51               | 51             | Locatie in de gemeente |
| BU17140309    | Verspreide huizen Eede                     | 320        | 774              | 774            | Locatie in de gemeente |
| BU17140400    | Sint Kruis                                 | 120        | 18               | 18             | Locatie in de gemeente |
| BU17140409    | Verspreide huizen Sint Kruis               | 90         | 950              | 928            | Locatie in de gemeente |
| BU17140500    | Oostburg                                   | 4630       | 187              | 187            | Locatie in de gemeente |
| BU17140509    | Verspreide huizen-Oostburg                 | 390        | 2468             | 2425           | Locatie in de gemeente |
| BU17140600    | Zuidzande                                  | 460        | 30               | 30             | Locatie in de gemeente |
| BU17140609    | Verspreide huizen Zuidzande                | 130        | 1381             | 1380           | Locatie in de gemeente |
| BU17140700    | Cadzand                                    | 470        | 48               | 48             | Locatie in de gemeente |
| BU17140701    | Cadzand-Bad                                | 200        | 133              | 132            | Locatie in de gemeente |
| BU17140709    | Verspreide huizen Cadzand                  | 120        | 1316             | 1308           | Locatie in de gemeente |
| BU17140800    | Nieuwvliet                                 | 300        | 54               | 54             | Locatie in de gemeente |
| BU17140801    | Nieuwvliet-Bad, -Oost en -West             | 40         | 78               | 78             | Locatie in de gemeente |
| BU17140809    | Verspreide huizen Nieuwvliet               | 120        | 1067             | 1064           | Locatie in de gemeente |
| BU17140900    | Groede                                     | 740        | 48               | 48             | Locatie in de gemeente |
| BU17140909    | Verspreide huizen Groede                   | 280        | 1892             | 1836           | Locatie in de gemeente |
| BU17141000    | Breskens                                   | 4430       | 194              | 184            | Locatie in de gemeente |
| BU17141009    | Verspreide huizen Breskens                 | 410        | 1222             | 1215           | Locatie in de gemeente |
| BU17141100    | Hoofdplaat                                 | 560        | 59               | 59             | Locatie in de gemeente |
| BU17141101    | Nummer Eén en omgeving                     | 140        | 26               | 25             | Locatie in de gemeente |
| BU17141108    | Verspreide huizen Nummer Eén en Slijkplaat | 60         | 695              | 689            | Locatie in de gemeente |
| BU17141109    | Overige Verspreide huizen Hoofdplaat       | 130        | 1260             | 1252           | Locatie in de gemeente |
| BU17141200    | IJzendijke                                 | 1730       | 82               | 80             | Locatie in de gemeente |
| BU17141209    | Verspreide huizen IJzendijke               | 600        | 4626             | 4608           | Locatie in de gemeente |
| BU17141300    | Schoondijke                                | 1280       | 101              | 100            | Locatie in de gemeente |
| BU17141309    | Verspreide huizen Schoondijke              | 140        | 1257             | 1253           | Locatie in de gemeente |
| BU17141400    | Waterlandkerkje                            | 280        | 18               | 18             | Locatie in de gemeente |
| BU17141409    | Verspreide huizen Waterlandkerkje          | 220        | 1707             | 1697           | Locatie in de gemeente |